# Giovanna Micol
Giovanna Micol (Trieste, 18 de abril de 1982) es una deportista italiana que compitió en vela en la clase 470.
Ganó dos medallas en el Campeonato Mundial de 470, plata en 2008 y bronce en 2010, y tres medallas en el Campeonato Europeo de 470 entre los años 2007 y 2010.
Participó en dos Juegos Olímpicos de Verano, Pekín 2008 y Londres 2012, ocupando el quinto lugar en ambas ocasiones en la clase 470.

## Palmarés internacional
| \| Campeonato Mundial \| Campeonato Mundial \| Campeonato Mundial \| Campeonato Mundial \| \| Año \| Lugar \| Medalla \| Clase \| \| ------------------ \| ---------------------- \| ------------------ \| ------------------ \| \| 2008 \| Melbourne (Australia) \| Medalla de plata \| 470 \| \| 2010 \| La Haya (Países Bajos) \| Medalla de bronce \| 470 \| \| Campeonato Europeo \| \| \| \| \| Año \| Lugar \| Medalla \| Clase \| \| 2007 \| Salónica (Grecia) \| Medalla de plata \| 470 \| \| 2009 \| Traunsee (Austria) \| Medalla de oro \| 470 \| \| 2010 \| Estambul (Turquía) \| Medalla de plata \| 470 \| |                        |                   |       |
| Campeonato Mundial |                        |                   |       |
| Año | Lugar                  | Medalla           | Clase |
| 2008 | Melbourne (Australia)  | Medalla de plata  | 470   |
| 2010 | La Haya (Países Bajos) | Medalla de bronce | 470   |
| Campeonato Europeo |                        |                   |       |
| Año | Lugar                  | Medalla           | Clase |
| 2007 | Salónica (Grecia)      | Medalla de plata  | 470   |
| 2009 | Traunsee (Austria)     | Medalla de oro    | 470   |
| 2010 | Estambul (Turquía)     | Medalla de plata  | 470   |